# Tithaeus birmanicus
Tithaeus birmanicus is een hooiwagen uit de familie Tithaeidae. De originele naamcombinatie (protoniem) is Tithaeus birmanicus Roewer, 1949. De huidige (vanaf 2023) geldig wetenschappelijke naam van Tithaeus birmanicus Gaat terug op Carl Frederick Roewer.